# Lista över avsnitt av Star Trek: The Original Series
Detta är en komplett lista över avsnitt från TV-serien Star Trek: The Original Series, som ursprungligen sändes 1966–1969 i NBC. Sammanlagt producerades 79 avsnitt.

## Säsongsöversikt
| Säsong | Säsong | DVD-utgivning (Region 1) | Avsnitt | Avsnitt | Originalvisning       | Originalvisning      |
| Säsong | Säsong | DVD-utgivning (Region 1) | Avsnitt | Avsnitt | Första sändningsdatum | Sista sändningsdatum |
| ------ | ------ | ------------------------ | ------- | ------- | --------------------- | -------------------- |
|        | 1      | 31 augusti 2004          | 29      | 29      | 8 september 1966      | 13 april 1967        |
|        | 2      | 2 november 2004          | 26      | 26      | 15 september 1967     | 29 mars 1968         |
|        | 3      | 14 december 2004         | 24      | 24      | 20 september 1968     | 3 juni 1969          |

## Avsnitt

### Säsong 1 (1966–67)
| Nr i serien | Nr i säsongen | Titel                             | Stardate      | Originalvisning                  | Produktion |
| --- | ------------- | --------------------------------- | ------------- | -------------------------------- | ---------- |
| 1 | 101           | "The Man Trap"                    | 1513.1        | 8 september 1966                 | 006        |
| Ett formskiftande salthungrigt monster terroriserar besättningen ombord på USS Enterprise (NCC-1701). Dr. Leonard McCoys gamla flamma dyker upp.                                                                    |               |                                   |               |                                  |            |
| 2 | 102           | "Charlie X"                       | 1533.6        | 15 september 1966                | 008        |
| Enterprise plockar upp en mystisk och instabil tonårspojke som levt största delen av sitt liv med främmande varelser. Han har starka psykiska krafter som han inte kan kontrollera.                                 |               |                                   |               |                                  |            |
| 3 | 103           | "Where No Man Has Gone Before"    | 1312.4        | 22 september 1966                | 002        |
| Enterprise färdas till galaxens kant där besättningen får farliga psykiska krafter. En av dem förklarar sig vara Gud.                                                                                               |               |                                   |               |                                  |            |
| 4 | 104           | "The Naked Time"                  | 1704.2        | 29 september 1966                | 007        |
| En mystisk åkomma griper besättningen som hämningslöst börjar leva ut sina fantasier. |               |                                   |               |                                  |            |
| 5 | 105           | "The Enemy Within"                | 1672.1        | 6 oktober 1966                   | 005        |
| Ett teleporteringsfel skapar kommendör Kirks onde tvilling. |               |                                   |               |                                  |            |
| 6 | 106           | "Mudd's Women"                    | 1329.8        | 13 oktober 1966                  | 004        |
| Enterprise plockar upp en resande handelsman, Harry Mudd, och dennes "vackra" kvinnliga följe. Kvinnorna börjar emellertid ha egendomliga effekter på besättningen.                                                 |               |                                   |               |                                  |            |
| 7 | 107           | "What Are Little Girls Made Of?"  | 2712.4        | 20 oktober 1966                  | 010        |
| Dr. Christine Chapel letar efter sin fästman och upptäcker dennes hemliga planer att ta galaxherravälde. |               |                                   |               |                                  |            |
| 8 | 108           | "Miri"                            | 2713.5        | 27 oktober 1966                  | 012        |
| Enterprise upptäcker en exakt kopia av jorden där alla överlevande efter en dödlig sjukdom är barn. |               |                                   |               |                                  |            |
| 9 | 109           | "Dagger of the Mind"              | 2715.1        | 3 november 1966                  | 011        |
| Enterprise besöker en fångplanet där en behandlingsmetod för de kriminellt galna har dödliga konsekvenser. |               |                                   |               |                                  |            |
| 10 | 110           | "The Corbomite Maneuver"          | 1512.2        | 10 november 1966                 | 003        |
| Enterprise påträffar en mystisk kub och får snart reda på var den kommer ifrån - ett enormt skepp med en underlig pilot.                                                                                            |               |                                   |               |                                  |            |
| 1112 | 111112        | "The Menagerie"                   | 3012.43013.1  | 17 november 196624 november 1966 | 016        |
| Spock bryter Federationens order när han hjälper sin förra kapten, Christopher Pike, nå planeten Talos IV. Han ställs senare inför rätta för att ha gått emot federationens order.                                  |               |                                   |               |                                  |            |
| 13 | 113           | "The Conscience of the King"      | 2817.6        | 8 december 1966                  | 013        |
| Kommendör Kirk påträffar en grupp resande skådespelare varav en kan ha varit en mordisk diktator. |               |                                   |               |                                  |            |
| 14 | 114           | "Balance of Terror"               | 1709.2        | 15 december 1966                 | 009        |
| Enterprise påträffar en ny, fientlig rymdfarande ras som väcker misstankar om Spocks utseende. |               |                                   |               |                                  |            |
| 15 | 115           | "Shore Leave"                     | 3025.3        | 29 december 1966                 | 017        |
| Besättningen på Enterprise besöker en underlig planet med farliga illusioner av kaninen från Alice i Underlandet, stridsflygplan och samurajer.                                                                     |               |                                   |               |                                  |            |
| 16 | 116           | "The Galileo Seven"               | 2821.5        | 5 januari 1967                   | 014        |
| Spock har befälet över en grupp besättningsmän som i en skyttel kraschlandat på en planet med fientliga humanoider.                                                                                                 |               |                                   |               |                                  |            |
| 17 | 117           | "The Squire of Gothos"            | 2124.5        | 12 januari 1967                  | 018        |
| En kraftfull varelse klädd som en brittisk 1800-talspatron plågar Enterprise. |               |                                   |               |                                  |            |
| 18 | 118           | "Arena"                           | 3045.6        | 19 januari 1967                  | 019        |
| En koloni på Cestus III förstörs, och Enterprise förföljer ett främmande rymdskepp in i ett område där båda skeppen slås ut. Kirk tvingas in i ett handgemäng med den ödleliknande kaptenen från det andra skeppet. |               |                                   |               |                                  |            |
| 19 | 119           | "Tomorrow is Yesterday"           | 3113.2        | 26 januari 1967                  | 021        |
| Enterprise reser till 1960-talet och måste där återställa en skada de åsamkat tidslinjen. |               |                                   |               |                                  |            |
| 20 | 120           | "Court Martial"                   | 2947.3        | 2 februari 1967                  | 015        |
| Kommendör Kirk ställs till svars för ett dödsfall ombord på Enterprise. Skeppets dator är huvudvittne. |               |                                   |               |                                  |            |
| 21 | 121           | "Return of the Archons"           | 3156.2        | 9 februari 1967                  | 022        |
| Besättningen på Enterprise träffar på ett icke fungerande samhälle som styrs av en osedd ledare. |               |                                   |               |                                  |            |
| 22 | 122           | "Space Seed"                      | 3141.9        | 16 februari 1967                 | 024        |
| Enterprise väcker en farlig och genetiskt förbättrad diktator från jordens Eugenics Wars - Khan Noonien Singh. |               |                                   |               |                                  |            |
| 23 | 123           | "A Taste of Armageddon"           | 3192.1        | 23 februari 1967                 | 023        |
| Enterprise påträffar en underlig värld där befolkningen för ett datoriserat krig mot fienderna på grannplaneten. |               |                                   |               |                                  |            |
| 24 | 124           | "This Side of Paradise"           | 3417.3–3417.7 | 2 mars 1967                      | 025        |
| Enterprise besöker en planet vars befolkning kontrolleras med pollen från en underlig växt. |               |                                   |               |                                  |            |
| 25 | 125           | "The Devil in the Dark"           | 3196.1        | 9 mars 1967                      | 026        |
| Kommendör Kirk kämpar mot en dödlig underjordisk varelse som dödar gruvarbetare. |               |                                   |               |                                  |            |
| 26 | 126           | "Errand of Mercy"                 | 3198.4        | 16 mars 1967                     | 027        |
| I ett krig mot klingonerna försöker Kirk och Spock värva invånarna på en mystiskt lugn planet. |               |                                   |               |                                  |            |
| 27 | 127           | "The Alternative Factor"          | 3087.6        | 23 mars 1967                     | 020        |
| Enterprise påträffar en galning som kan hoppa från vårt universum till det motsatta antimateria-universumet. |               |                                   |               |                                  |            |
| 28 | 128           | "The City on the Edge of Forever" | Okänt         | 6 april 1967                     | 028        |
| Enterprise hittar en portal genom tid och rymd, vilket leder till att McCoy av misstag ändrar historien. Kirk och Spock följer honom för att förhindra att Nazityskland vinner andra världskriget.                  |               |                                   |               |                                  |            |
| 29 | 129           | "Operation: Annihilate!"          | 3287.2        | 12 april 1967                    | 029        |
| Enterprise påträffar neurologiskt parasitiska varelser som utplånat en koloni och nu tänker fortsätta sin mordiska färd genom galaxen.                                                                              |               |                                   |               |                                  |            |

### Säsong 2 (1967–68)
| Nr i serien | Nr i säsongen | Titel                         | Stardate | Regissör            | Manus                           | Originalvisning   | Produktion |
| --- | ------------- | ----------------------------- | -------- | ------------------- | ------------------------------- | ----------------- | ---------- |
| 30 | 201           | "Amok Time"                   | 3372.7   | Joseph Pevney       | Theodore Sturgeon               | 15 september 1967 | 034        |
| Spock genomgår Pon farr och utmanar kommendör Kirk till en strid på liv och död.                                                                       |               |                               |          |                     |                                 |                   |            |
| 31 | 202           | "Who Mourns for Adonais"      | 3468.1   | Marc Daniels        | Gilbert Ralston & Gene L. Coon  | 22 september 1967 | 033        |
| Enterprise och dess besättning hålls fängslade av en varelse som säger sig vara den grekiska guden Apollon.                                            |               |                               |          |                     |                                 |                   |            |
| 32 | 203           | "The Changeling"              | 3541.9   | Marc Daniels        | John Meredyth Lucas             | 29 september 1967 | 037        |
| Enterprise påträffar Nomad - en rymdsond kapabel att förstöra planeter, och som tror att kommendör Kirk är dess skapare.                               |               |                               |          |                     |                                 |                   |            |
| 33 | 204           | "Mirror, Mirror"              | Okänt    | Marc Daniels        | Jerome Bixby                    | 6 oktober 1967    | 039        |
| Efter en olycka med en teleporter byter kommendör Kirk med anhang plats med sina motparter i ett parallellt universum.                                 |               |                               |          |                     |                                 |                   |            |
| 34 | 205           | "The Apple"                   | 3715.3   | Joseph Pevney       | Max Ehrlich                     | 13 oktober 1967   | 038        |
| Enterprise besöker en idyllisk planet som de upptäcker kontrolleras av en dator.                                                                       |               |                               |          |                     |                                 |                   |            |
| 35 | 206           | "The Doomsday Machine"        | 4202.9   | Marc Daniels        | Norman Spinrad                  | 20 oktober 1967   | 035        |
| Enterprise leker en dödlig form av katt och råtta med en främmande planetförstörande maskin.                                                           |               |                               |          |                     |                                 |                   |            |
| 36 | 207           | "Catspaw"                     | 3018.2   | Joseph Pevney       | Robert Bloch                    | 27 oktober 1967   | 030        |
| Två kraftfulla varelser hotar Enterprise med sina magiska krafter.                                                                                     |               |                               |          |                     |                                 |                   |            |
| 37 | 208           | "I, Mudd"                     | 4513.3   | Marc Daniels        | Stephen Kandel                  | 3 november 1967   | 041        |
| Enterprise stöter än en gång på Harry Mudd - denna gång som kung på en planet med en armé av androider.                                                |               |                               |          |                     |                                 |                   |            |
| 38 | 209           | "Metamorphosis"               | 3219.4   | Ralph Senensky      | Gene L. Coon                    | 10 november 1967  | 031        |
| Besättningen på en av Enterprises skyttlar påträffar vad som verkar vara Zefram Cochrane och dennes mystiska kompanjon.                                |               |                               |          |                     |                                 |                   |            |
| 39 | 210           | "Journey to Babel"            | 3842.3   | Joseph Pevney       | D.C. Fontana                    | 17 november 1967  | 044        |
| Under ett uppdrag där Enterprise transporterar en grupp diplomater upptäcks en lönnmördare.                                                            |               |                               |          |                     |                                 |                   |            |
| 40 | 211           | "Friday's Child"              | 3497.2   | Joseph Pevney       | D.C. Fontana                    | 1 december 1967   | 032        |
| Enterprise hamnar mitt i stridigheter mellan två stammar på en planet, men de har blandats ihop med klingoner.                                         |               |                               |          |                     |                                 |                   |            |
| 41 | 212           | "The Deadly Years"            | 3478.2   | Joseph Pevney       | David P. Harmon                 | 8 december 1967   | 040        |
| Mystisk strålning får till följd att besättningen ombord på Enterprise åldras snabbt.                                                                  |               |                               |          |                     |                                 |                   |            |
| 42 | 213           | "Obsession"                   | 3619.2   | Ralph Senensky      | Art Wallace                     | 15 december 1967  | 047        |
| Kommendör Kirk blir besatt av tanken att förstöra en varelse som dödade många besättningsmän på hans förra skepp.                                      |               |                               |          |                     |                                 |                   |            |
| 43 | 214           | "Wolf in the Fold"            | 3614.9   | Joseph Pevney       | Robert Bloch                    | 22 december 1967  | 036        |
| I en serie mystiska mord blir Scott den misstänkte. |               |                               |          |                     |                                 |                   |            |
| 44 | 215           | "The Trouble With Tribbles"   | 4523.3   | Joseph Pevney       | David Gerrold                   | 29 december 1967  | 042        |
| Små lurviga djur invaderar en av federationens rymdstationer, orsakar kaos och avslöjar klingonernas mörka planer.                                     |               |                               |          |                     |                                 |                   |            |
| 45 | 216           | "The Gamesters of Triskelion" | 3211.8   | Gene Nelson         | Margaret Armen                  | 5 januari 1968    | 046        |
| Kommendör Kirk med följe tvingas ta del i gladiatorspel som nöje för tre kroppslösa varelser.                                                          |               |                               |          |                     |                                 |                   |            |
| 46 | 217           | "A Piece of the Action"       | 4598.0   | James Komack        | David P. Harmon & Gene L. Coon  | 12 januari 1968   | 049        |
| Enterprise besöker en planet som mycket liknar jordens maffiakultur på 1920-talet.                                                                     |               |                               |          |                     |                                 |                   |            |
| 47 | 218           | "The Immunity Syndrome"       | 4307.1   | Joseph Pevney       | Robert Sabaroff                 | 19 januari 1968   | 048        |
| Enterprise träffar på en energi-ätande rymdvarelse. |               |                               |          |                     |                                 |                   |            |
| 48 | 219           | "A Private Little War"        | 4211.4   | Marc Daniels        | Gene Roddenberry                | 2 februari 1968   | 045        |
| Kommendör Kirk måste bestämma sig hur han ska rädda en primitiv befolkning från påverkan från klingonerna.                                             |               |                               |          |                     |                                 |                   |            |
| 49 | 220           | "Return to Tomorrow"          | 4768.3   | Ralph Senensky      | John Kingsbridge                | 9 februari 1968   | 051        |
| Telepatiska varelser tar över kommendör Kirk och Spock för att bygga nya mekaniska kroppar åt sig själva.                                              |               |                               |          |                     |                                 |                   |            |
| 50 | 221           | "Patterns of Force"           | 2534.0   | Vincent McEveety    | John Meredyth Lucas             | 16 februari 1968  | 052        |
| Enterprise besöker en planet befolkat av en nazistliknande kultur som ligger i krig med grannplaneten.                                                 |               |                               |          |                     |                                 |                   |            |
| 51 | 222           | "By Any Other Name"           | 4657.5   | Marc Daniels        | D.C. Fontana & Jerome Bixby     | 23 februari 1968  | 050        |
| En varelse från Andromedagalaxen stjäl Enterprise, modifierar skeppet och försöker åka hem.                                                            |               |                               |          |                     |                                 |                   |            |
| 52 | 223           | "The Omega Glory"             | Okänt    | Vincent McEveety    | Gene Roddenberry                | 1 mars 1968       | 054        |
| Kommendör Kirk måste bekämpa ett dödligt virus, och samtidigt förhindra ett krig mellan två befolkningsstammar.                                        |               |                               |          |                     |                                 |                   |            |
| 53 | 224           | "The Ultimate Computer"       | 4729.4   | John Meredyth Lucas | D.C. Fontana                    | 8 mars 1968       | 053        |
| När en ny dator som förväntas ta över funktionerna av de flesta besättningsmedlemmarna provas ombord på Enterprise, uppstår problem.                   |               |                               |          |                     |                                 |                   |            |
| 54 | 225           | "Bread and Circuses"          | 4040.7   | Ralph Senensky      | Gene Roddenberry & Gene L. Coon | 15 mars 1968      | 043        |
| Kommendör Kirk och hans kompanjoner tvingas delta i gladiatorspel på en planet som ser ut som Romerska Riket.                                          |               |                               |          |                     |                                 |                   |            |
| 55 | 226           | "Assignment Earth"            | Okänt    | Marc Daniels        | Art Wallace & Gene Roddenberry  | 29 mars 1968      | 055        |
| Under en resa tillbaka i tiden till jorden år 1968 träffar Enterprise på en intergalaktisk superspion som försöker påverka händelser under 1900-talet. |               |                               |          |                     |                                 |                   |            |

### Säsong 3 (1968–69)
| Nr i serien | Nr i säsongen | Titel                                                | Stardate | Regissör            | Manus                                                 | Originalvisning   | Produktion |
| --- | ------------- | ---------------------------------------------------- | -------- | ------------------- | ----------------------------------------------------- | ----------------- | ---------- |
| 56 | 301           | "Spock's Brain"                                      | 5431.4   | Marc Daniels        | Lee Cronin                                            | 20 september 1968 | 061        |
| Kommendör Kirk förföljer utomjordingar som stulit Spocks hjärna. |               |                                                      |          |                     |                                                       |                   |            |
| 57 | 302           | "The Enterprise Incident"                            | 5027.3   | John Meredyth Lucas | D. C. Fontana                                         | 27 september 1968 | 059        |
| Besättningen ombord på Enterprise försöker stjäla en romulansk osynlighetsapparat. |               |                                                      |          |                     |                                                       |                   |            |
| 58 | 303           | "The Paradise Syndrome"                              | 4842.6   | Jud Taylor          | Margaret Armen                                        | 4 oktober 1968    | 058        |
| Kommendör Kirk får sitt minne raderat av en apparat på en planet befolkad av indianer och börjar ett nytt liv i deras kultur.                                                                     |               |                                                      |          |                     |                                                       |                   |            |
| 59 | 304           | "And The Children Shall Lead"                        | 5029.5   | Marvin Chomsky      | Edward J. Lakso                                       | 11 oktober 1968   | 060        |
| Besättningen ombord på Enterprise räddar en strandsatt grupp barn och deras ondskefulla låtsaskompis.                                                                                             |               |                                                      |          |                     |                                                       |                   |            |
| 60 | 305           | "Is There in Truth No Beauty?"                       | 5630.7   | Ralph Senensky      | Jean Lisette Aroeste                                  | 18 oktober 1968   | 062        |
| Enterprise skjutsar en utomjordisk ambassadör som måste resa i en speciell svart låda, eftersom alla som ser honom blir galna.                                                                    |               |                                                      |          |                     |                                                       |                   |            |
| 61 | 306           | "Spectre of the Gun"                                 | 4385.3   | Vincent McEveety    | Lee Cronin                                            | 25 oktober 1968   | 056        |
| Som straff för att de olagligen landat på en främmande värld tvingas kommendör Kirk och hans vänner att återskapa revolverstriden vid O.K. Corral.                                                |               |                                                      |          |                     |                                                       |                   |            |
| 62 | 307           | "The Day of the Dove"                                | Okänt    | Marvin Chomsky      | Jerome Bixby                                          | 1 november 1968   | 066        |
| En främmande varelse i energiform tvingar besättningen ombord på Enterprise in i en brutal kamp mot klingonerna.                                                                                  |               |                                                      |          |                     |                                                       |                   |            |
| 63 | 308           | "For the World Is Hollow and I Have Touched the Sky" | 5476.3   | Tony Leader         | Rik Vollaerts                                         | 8 november 1968   | 065        |
| Besättningen ombord på Enterprise försöker frenetiskt hindra en asteroid från att kollidera med en av federationen koloniserad planet, men upptäcker snart att asteroidens innandöme är befolkat. |               |                                                      |          |                     |                                                       |                   |            |
| 64 | 309           | "The Tholian Web"                                    | 5693.2   | Herb Wallerstein    | Judy Burns & Chet Richards                            | 15 november 1968  | 064        |
| Kommendör Kirk fastnar mellan dimensioner, medan Enterprise fängslas i ett energiabsorberande nät, spunnet av mystiska utomjordingar.                                                             |               |                                                      |          |                     |                                                       |                   |            |
| 65 | 310           | "Plato's Stepchildren"                               | 5784.2   | David Alexander     | Meyer Dolinsky                                        | 22 november 1968  | 067        |
| Besättningen ombord på Enterprise påträffar en tidlös och lurig ras av klärvoajanta humanoider som organiserat sitt samhälle efter gamla grekiska ideal.                                          |               |                                                      |          |                     |                                                       |                   |            |
| 66 | 311           | "Wink of an Eye"                                     | 5710.5   | Jud Taylor          | Arthur Heinemann & Lee Cronin                         | 29 november 1968  | 068        |
| Osynliga tids-accelererade varelser tar över Enterprise och försöker tillfångata besättningen som genetiskt råmaterial.                                                                           |               |                                                      |          |                     |                                                       |                   |            |
| 67 | 312           | "The Empath"                                         | 5121.5   | John Erman          | Joyce Muskat                                          | 6 december 1968   | 063        |
| När en grupp av Enterprises besättning besöker en värld som kommer att förstöras, utsätts de för tortyrliknande experiment för att testa en empatisk ras.                                         |               |                                                      |          |                     |                                                       |                   |            |
| 68 | 313           | "Elaan of Troyius"                                   | 4372.5   | John Meredyth Lucas | John Meredyth Lucas                                   | 20 december 1968  | 057        |
| Kommendör Kirk agerar värd för en bortskämd prinsessa som måste bringa fred till ett krigande stjärnsystem.                                                                                       |               |                                                      |          |                     |                                                       |                   |            |
| 69 | 314           | "Whom Gods Destroy"                                  | 5718.3   | Herb Wallerstein    | Lee Erwin & Jerry Sohl                                | 3 januari 1969    | 071        |
| Kommendör Kirk besöker ett mentalsjukhus och träffar där en sinnessjuk kommendör som tror han är menad att vara galaxens härskare.                                                                |               |                                                      |          |                     |                                                       |                   |            |
| 70 | 315           | "Let That Be Your Last Battlefield"                  | 5730.2   | Jud Taylor          | Oliver Crawford & Lee Cronin                          | 10 januari 1969   | 070        |
| Enterprise plockar upp de två sista överlevande från en krigshärjad planet och de två fortsätter att försöka förgöra varandra.                                                                    |               |                                                      |          |                     |                                                       |                   |            |
| 71 | 316           | "The Mark of Gideon"                                 | 5423.4   | Jud Taylor          | George F. Slavin & Stanley Adams                      | 17 januari 1969   | 072        |
| En utomjordisk ras med överbefolkningsproblem tillfångatar kommendör Kirk i tron att han kan lösa deras problem.                                                                                  |               |                                                      |          |                     |                                                       |                   |            |
| 72 | 317           | "That Which Survives"                                | Okänt    | Herb Wallerstein    | John Meredyth Lucas & Michael Richards                | 24 januari 1969   | 069        |
| Besättningen ombord på Enterprise besöker en övergiven främmande värld som vaktas av en mystisk dator.                                                                                            |               |                                                      |          |                     |                                                       |                   |            |
| 73 | 318           | "The Lights of Zetar"                                | 5725.3   | Herb Kenwith        | Jeremy Tarcher & Shari Lewis                          | 31 januari 1969   | 073        |
| Mystiska energibaserade livsformer hotar Memory Alpha-stationen och Enterprise. |               |                                                      |          |                     |                                                       |                   |            |
| 74 | 319           | "Requiem for Methuselah"                             | 5843.7   | Murray Golden       | Jerome Bixby                                          | 14 februari 1969  | 076        |
| Besättningen ombord på Enterprise påträffar en odödlig människa som lever som en eremit på sin egen planet.                                                                                       |               |                                                      |          |                     |                                                       |                   |            |
| 75 | 320           | "The Way to Eden"                                    | 5832.3   | David Alexander     | Arthur Heinemann, Michael Richards & Arthur Heinemann | 21 februari 1969  | 075        |
| Enterprise kapas av en kriminell doktor och dennes hippie-liknande följe i jakten på paradiset.                                                                                                   |               |                                                      |          |                     |                                                       |                   |            |
| 76 | 321           | "The Cloud Minders"                                  | 5818.4   | Jud Taylor          | Margaret Armen, David Gerrold & Oliver Crawford       | 28 februari 1969  | 074        |
| Kommendör Kirk kämpar för att få tag på sjukdomsbekämpande mineraler från en planet som ligger i inbördeskrig.                                                                                    |               |                                                      |          |                     |                                                       |                   |            |
| 77 | 322           | "The Savage Curtain"                                 | 5906.4   | Herschel Daugherty  | Arthur Heinemann & Gene Roddenberry                   | 7 mars 1969       | 077        |
| Främmande varelser tvingar kommendör Kirk och Spock att kämpa mot diverse motståndare i en kamp mellan gott och ont.                                                                              |               |                                                      |          |                     |                                                       |                   |            |
| 78 | 323           | "All Our Yesterdays"                                 | 5943.7   | Marvin Chomsky      | Jean Lisette Aroeste                                  | 14 mars 1969      | 078        |
| Kommendör Kirk, Spock och McCoy strandsätts i förfluten tid på en planet som hotas av en supernova.                                                                                               |               |                                                      |          |                     |                                                       |                   |            |
| 79 | 324           | "Turnabout Intruder"                                 | 5928.5   | Herb Wallerstein    | Arthur Singer & Gene Roddenberry                      | 3 juni 1969       | 079        |
| Kommendör Kirks medvetande fängslas i kroppen på en kvinna som försöker döda honom och ta över Enterprise i hans kropp.                                                                           |               |                                                      |          |                     |                                                       |                   |            |

### Fotnoter
1. ↑  ”Star Trek” (på engelska). TV.Com. Arkiverad från originalet den 24 september 2011. https://web.archive.org/web/20110924053343/http://www.tv.com/shows/star-trek/. Läst 26 januari 2017.